# Міральріо
Міральріо (ісп. Miralrío) — муніципалітет в Іспанії, у складі автономної спільноти Кастилія-Ла-Манча, у провінції Гвадалахара. Населення — 84 особи (2010).
Муніципалітет розташований на відстані близько 85 км на північний схід від Мадрида, 34 км на північний схід від Гвадалахари.

## Демографія
Динаміка населення (INE ):